# Cẩm Giang, Thành Đô
Cẩm Giang (chữ Hán giản thể: 锦江区, Hán Việt: Cẩm Giang khu) là một quận thuộc thành phố Thành Đô, Cộng hoà Nhân dân Trung Hoa. Cẩm Giang giáp các quận khác: Thanh Dương, Vũ Hầu, Thành Hoa, Long Tuyền Dịch, huyện Song Lưu. Quận này có diện tích 62,24 km², dân số 390.100 người (2003). Năm 2003, quận Cẩm Giang có GDP 13.818 tỷ nhân dân tệ. Về mặt hành chính, quận Cẩm Giang được chia ra 16 nhai đạo biện sự xứ, chính quyền đóng tại nhai đạo Thư Viện Nhai.